# Araneus moretonae
Araneus moretonae este o specie de păianjeni din genul Araneus, familia Araneidae, descrisă de Levi, 1991.
Este endemică în Peru. Conform Catalogue of Life specia Araneus moretonae nu are subspecii cunoscute.